# لوريس ماهر
لوريس ماهر (1910-1970)، طبيبة سورية من دمشق كانت أول سيدة تحصل على شهادة طب من جامعة دمشق عام 1930.

## السيرة المهنية
ولِدت لوريس ماهر في دمشق وهي كريمة الصيدلاني وانيس ماهر، مدير صيدلية المستشفى الوطني التابع للجامعة السورية. دَرست على يد الراهبات في مدرسة الفرانسيسكان بحيّ الشعلان وانتسبت إلى كلية الطب في جامعة دمشق في زمن رئيسها الأول الدكتور رضا سعيد، لتتخرج منها حاملة شهادة في الطب، باختصاص أمراض الرضّع، سنة 1930. اقترنت بالصحفي جورج فارس، صاحب كتاب «من هم في العالم العربي» وفتحت عيادة بالقرب من حديقة السبكي وسط دمشق وظلت تمارس مهنة الطب حتى وفاتها سنة 1970. وفي عام 1939 وضعت كتابها الأول بعنوان «معالجة الأطفال،» تلاه كتاب آخر بعنوان «تغذية الطفل الرضيع والطفل المريض.» وخلال الحرب العالمية الثانية، قامت بتأسيس معمل لإنتاج أغذية الأطفال، بعد أن فرضت دول الحلفاء حصاراً على سورية عندما وقعت تحت حكم فيشي الموالي لألمانيا النازية.